# Sphenopus divaricatus
Sphenopus divaricatus là một loài thực vật có hoa trong họ Hòa thảo. Loài này được (Gouan) Rchb. miêu tả khoa học đầu tiên năm 1830.